# Paramesopa
Paramesopa is een geslacht van kevers uit de familie bladkevers (Chrysomelidae).
De wetenschappelijke naam van het geslacht werd in 1984 gepubliceerd door Medvedev.

## Soorten
- Paramesopa flavipes Medvedev, 1990
- Paramesopa violacea Medvedev, 1984